# Brasil nos Jogos Sul-Americanos
O Brasil é um dos países que participaram de todas as edições dos Jogos Sul-Americanos, desde La Paz-1978. O país tem apresentado sucessivos progressos a cada edição deste evento, sendo credenciado como favorito aos primeiros postos no quadro geral de medalhas.
A nação é representada nos Jogos Sul-Americanos pelo Comitê Olímpico Brasileiro, tendo sediado o evento no ano de 2002 em quatro cidades diferentes.

## Delegação
Nos Jogos de Medellín-2010 e de Santiago-2014, a delegação brasileira se fez presente com 573 e 503 (inicialmente 491) desportistas, respectivamente. Em sua mais recente participação neste evento, na edição de  Assunção-2022, o Brasil se fez presente com um total de 464 atletas.

## Quadro de medalhas
Segue-se, abaixo, o histórico do Brasil nos Jogos Sul-Americanos.
| Ano   | Nação     | Cidade       | Posição | Ouro | Prata | Bronze | Total |
| 1978  | Bolívia   | La Paz       | 8/8     | 1    | 0     | 0      | 1     |
| 1982  | Argentina | Rosario      | 4/10    | 29   | 34    | 12     | 75    |
| 1986  | Chile     | Santiago     | 5/10    | 14   | 10    | 12     | 36    |
| 1990  | Peru      | Lima         | 4/10    | 37   | 21    | 19     | 77    |
| 1994  | Venezuela | Valencia     | 4/14    | 31   | 31    | 35     | 97    |
| 1998  | Equador   | Cuenca       | 3/14    | 50   | 59    | 44     | 153   |
| 2002  | Brasil    | Brasil       | 1/14    | 148  | 95    | 90     | 333   |
| 2006  | Argentina | Buenos Aires | 2/15    | 97   | 106   | 101    | 304   |
| 2010  | Colômbia  | Medellín     | 2/15    | 129  | 119   | 101    | 349   |
| 2014  | Chile     | Santiago     | 1/14    | 110  | 69    | 79     | 258   |
| 2018  | Bolívia   | Cochabamba   | 2/14    | 90   | 58    | 56     | 204   |
| 2022  | Paraguai  | Assunção     | 1/14    | 133  | 100   | 86     | 319   |
| Total | Total     |              |         | 869  | 702   | 635    | 2206  |

- Nota: Em 2002, por uma situação emergencial, quatro cidades brasileiras receberam o evento, sendo elas: Belém, Curitiba, Rio de Janeiro e São Paulo.[1]

## Desempenho
O Brasil ficou com o primeiro lugar geral em três ocasiões, quando sediou o evento em 2002 (sendo esta ocasião na qual o país conquistou mais medalhas de ouro), em Santiago-2014 e Assunção-2022. Contudo, foi em Medellín-2010 que a sua delegação obteve o maior número de pódios até o momento (349 no total).
Foi justamente em sua primeira participação neste evento que o Brasil teve seu pior desempenho, com um pódio conquistado em La Paz-1978.